# Gobierno de transición de Siria
El Gobierno provisional de Siria (ٱلحُكُوَمَة ٱلانتِقَالِيَّة ٱلسُّورِيَّة, romanizado: al-Ḥukūmah al-Intiqāliyyah as-Sūriyyah) es el actual régimen transitorio de la Siria posbaazista. Fue establecido el 10 de diciembre de 2024 por la oposición siria después de que Ahmed al-Sharaa, entonces emir de la organización terrorista Hayat Tahrir al-Sham (HTS), designara a Mohammed al-Bashir como primer ministro, en reemplazo de Mohammad Ghazi al-Jalali, en esa misma fecha. Este hecho se produjo tras la caída del presidente de la República Árabe Siria Bashar al-Ásad, quien, después de ser derrocado, marchó al exilio.
El 8 de diciembre de 2024, y horas después de la caída de Damasco, Mohammad Ghazi al-Jalali, el primer ministro saliente y último jefe de Gobierno de la Siria baazista, aceptó liderar el gobierno de transición de manera interina. Dos días después, transfirió el poder a Mohammed al-Bashir, primer ministro del Gobierno de Salvación Sirio. El 10 de diciembre, la administración de transición anunció que permanecería en su cargo hasta el 1 de marzo de 2025 y que todos los ministros del Gobierno de Salvación Sirio asumirían sus mismos cargos en el nuevo gobierno de transición.
El 29 de enero de 2025, Ahmed al-Sharaa fue designado presidente de Siria por el Comando General Sirio para el período de transición durante la Conferencia de la Victoria de la Revolución Siria en Damasco, después de servir como líder de facto tras la caída de Bashar al-Ásad. Como presidente, al-Sharaa anunció planes para emitir una "declaración constitucional" como referencia legal tras la disolución de la constitución de la era Assad.

## Fondo
El 27 de noviembre de 2024, Hay'at Tahrir al-Sham (HTS) anunció que había lanzado una ofensiva, denominada "Disuasión de la agresión", contra las fuerzas pro gubernamentales en la provincia occidental de Alepo. La ofensiva fue liderada por HTS y apoyada principalmente por el Ejército Nacional Sirio como parte de la actual guerra civil siria que comenzó con la Revolución Siria en 2011. Esta fue la primera ofensiva militar lanzada por las fuerzas de oposición en la guerra civil siria desde el alto el fuego de Idlib en marzo de 2020. El 29 de noviembre, el HTS, seguido por las Fuerzas Democráticas Sirias (FDS), entró en Alepo y tomó el control de la mayor parte de la ciudad mientras las fuerzas pro gubernamentales colapsaban. Al día siguiente, las fuerzas de la oposición avanzaron rápidamente y tomaron el control de numerosas ciudades y pueblos, mientras que las tropas pro gubernamentales se desintegraban. Luego avanzaron hacia Hama, en el centro de Siria, y finalmente la capturaron el 5 de diciembre.
El 6 de diciembre, las SDF habían capturado Deir ez-Zor en una ofensiva al este del Éufrates. Al mismo tiempo, la recién formada Sala de Operaciones del Sur y la Brigada Al-Jabal tomaron Daraa y Suwayda en una ofensiva hacia el sur, mientras que el HTS avanzó más al sur hacia Homs. El Ejército Libre Sirio (SFA), respaldado por Estados Unidos, tomó el control de Palmira, en el sureste del país. El 7 de diciembre, las fuerzas de la Sala de Operaciones del Sur avanzaron hacia la Gobernación de Rif Dimashq desde el sur, llegando a 10 kilómetros (6,2 mi) de la frontera con el Líbano. de Damasco. Las fuerzas de la oposición avanzaron hacia Damasco mientras lanzaban simultáneamente una ofensiva en la ciudad de Homs, llegando finalmente a los suburbios de la capital.
El 8 de diciembre, el régimen de Assad se derrumbó durante una gran ofensiva de las fuerzas de oposición. La toma de Damasco marcó el fin del gobierno de la familia Assad, que había gobernado Siria como un régimen totalitario sectario hereditario desde que Hafez al-Assad asumió el poder en 1971 tras un golpe de Estado. A medida que una coalición rebelde se acercaba a Damasco, los informes indicaban que Bashar al-Assad había huido de la capital en avión a Rusia, donde se unió a su familia exiliada y el gobierno ruso le concedió asilo político. Tras su marcha, las fuerzas de oposición anunciaron su victoria en la televisión estatal. Al mismo tiempo, el Ministerio de Asuntos Exteriores de Rusia confirmó su dimisión y salida de Siria.

## Formación
Ahmed al-Sharaa, líder del Gobierno de Salvación Sirio, declaró en Telegram que las instituciones públicas sirias no serían tomadas inmediatamente por la fuerza y, en cambio, serían retenidas temporalmente por el primer ministro sirio, Mohamed Ghazi al-Jalali, hasta que se completara la transición política completa. Al-Jalali anunció en un video en las redes sociales que planeaba quedarse en Damasco y cooperar con el pueblo sirio, al tiempo que expresó su esperanza de que Siria pudiera convertirse en "un país normal" y comenzar a participar en la diplomacia con otras naciones. Jalali también expresó su disposición a "extender su mano" a la oposición.
Hadi al-Bahra, presidente de la Coalición Nacional de Fuerzas Revolucionarias y de Oposición Siria, dijo que se necesitaba un período de transición de 18 meses para establecer "un ambiente seguro, neutral y tranquilo" para elecciones libres. Este período incluye seis meses para redactar una nueva constitución. Esta transición, según Al-Bahra, debería estar en consonancia con la Resolución 2254 del Consejo de Seguridad de las Naciones Unidas.
El 9 de diciembre de 2024, tras la caída del régimen de Assad, el Primer Ministro del Gobierno de Salvación Sirio, Mohamed al-Bashir, recibió el encargo de formar un gobierno de transición tras reunirse con al-Sharaa y el Primer Ministro sirio saliente al-Jalali para coordinar la transferencia de poder. Al día siguiente, fue nombrado oficialmente primer ministro del gobierno de transición hasta el 1 de marzo de 2025. En una declaración televisada, al-Bashir anunció que funcionarios del Gobierno de Salvación se reunieron con representantes del gobierno anterior para facilitar el traspaso del poder y que su gabinete del Gobierno de Salvación asumiría sus funciones correspondientes en el gobierno de transición.

### Mujeres en el gobierno
El primer ministro y el gabinete iniciales estaban compuestos por doce hombres y ninguna mujer. A 2024  de diciembre del  21, se había extendido a dieciséis hombres y ninguna mujer. El 22 de diciembre, Aisha al-Dibs, activista de derechos humanos, fue nombrada primera mujer ministra en el gabinete, como Jefa de Asuntos de la Mujer. El 30 de diciembre, Maysaa Sabreen fue nombrada primera mujer al frente del Banco Central de Siria. Sabreen había sido el primer subdirector del banco durante las etapas finales del gobierno de Assad. El 31 de diciembre de 2024, el gobierno de transición sirio nombró a Muhsina al-Mahithawi, una activista drusa que participó en las protestas contra Asad en el sur de Siria, como gobernadora de la gobernación de Suwayda. A modo de comparación, el gabinete baasista anterior tenía tres ministras, Lubanah Mshaweh, Diala Barakat y Lamia Chakkour, de un total de 29 ministros.
El 18 de diciembre, el portavoz de HTS, Obaida Arnaout, concedió una entrevista en la que afirmó que "la esencia de las mujeres y su naturaleza biológica y psicológica no encajan en todos los puestos, como el Ministerio de Defensa" y, "en cuanto a la representación de las mujeres en los puestos ministeriales y parlamentarios, creemos que este asunto es prematuro y debe dejarse en manos de expertos legales y constitucionales que trabajarán en repensar la estructura del nuevo Estado sirio". Hubo críticas generalizadas en línea en reacción a la declaración de Arnaout. La investigadora Milena Zain al-Din, de la Universidad de Damasco, no estuvo de acuerdo con la declaración de la portavoz y afirmó: "Nosotras, las mujeres y los jóvenes de Siria, somos activistas, políticas, defensoras de los derechos humanos, periodistas, economistas, académicas, trabajadoras y amas de casa. La retórica de Obeida Arnaout es inaceptable. La mujer siria, que ha luchado y soportado junto a millones de mujeres sirias, no está esperando que usted elija un lugar o un papel que se alinee con su mentalidad para construir nuestra nación".
Tras la polémica suscitada por los comentarios de Arnaout, el gobierno de transición anunció cuatro días más tarde la creación de la Oficina de Asuntos de la Mujer y el nombramiento de Aisha al-Dibs como ministra de la Oficina. Una semana después, el 29 de diciembre, las declaraciones de al-Dibs sobre los derechos de las mujeres, en las que afirmó que "no aceptaría ninguna opinión de organizaciones feministas u otras que contradigan la orientación ideológica del gobierno o sean incompatibles con el modelo de gobierno", fueron ampliamente criticadas por los sirios.
A principios de 2025, Arnaout hizo otra declaración en una entrevista con un canal de televisión libanés, donde afirmó que, según él, aunque las mujeres "ciertamente tienen derecho a aprender y recibir educación en cualquier campo", que "las mujeres asuman la autoridad judicial" sería objeto de "un examen y estudio más minucioso por parte de especialistas". Habiendo insistido en su postura sobre los "obstáculos" que enfrentan las mujeres en forma de "limitaciones emocionales y fisiológicas", esto generó preocupación de que las juezas de los tribunales pudieran ser despedidas de sus cargos y obligadas a poner fin a sus carreras jurídicas debido a la reestructuración fundamental del sistema legal del país siguiendo los lineamientos del HTS, que podría prohibir a las mujeres trabajar en el poder judicial.
Cuando se le preguntó sobre la situación, Aisha al-Dibs declaró que se niega a hacer comentarios sobre el futuro papel de las mujeres en el poder judicial, que sería determinado por una nueva constitución, excepto que el futuro sistema judicial de Siria se base en la ley islámica. Al-Dibs rechazó específicamente la noción de un sistema judicial secular o civil, diciendo que "no abriría el camino para aquellos que no están de acuerdo con ella", cuando se le preguntó si a las organizaciones de derechos de las mujeres en el país se les permitiría autonomía, aceptando solo a aquellas organizaciones cuyo apoyo se alinee con la visión de HTS para Siria.

## Políticas

### Reformas económicas
El ministro de Economía y Comercio Exterior, Basil Abdul Aziz, afirmó que había planes para pasar de un modelo económico controlado por el Estado a un modelo de libre mercado más fuerte y a una liberalización de los controles de importación y exportación. El registro en las Cámaras de Comercio de Damasco se consideraría autorización suficiente para importar mercancías, y ya no serían necesarias las aprobaciones y permisos requeridos anteriormente del Banco Central de Siria (CBS). Los líderes empresariales entrevistados por Reuters describieron los cambios prometidos como alentadores. El gobierno declaró que la inversión en reconstrucción era una prioridad, ya que los daños causados por la guerra civil se estimaban en decenas de miles de millones de dólares. Una fuente del banco central y dos fuentes de bancos comerciales, hablando con Reuters, dijeron que el 10 de diciembre los bancos reabrirían y que se le había pedido al personal que regresara.
El ministro de Petróleo y Recursos Minerales les dijo a los empleados que regresaran a trabajar el mismo día, y Deutsche Welle afirmó que el ministerio había agregado que "se brindaría protección para garantizar su seguridad".
El ministro de Transportes dijo que el espacio aéreo sirio se reabriría al tráfico aéreo y añadió que anunciaría la reanudación de las operaciones de los aeropuertos internacionales de Damasco y Alepo. El 16 de diciembre, el Banco Central abolió la plataforma de financiamiento de importaciones preexistente y anunció que los importadores podrían financiar la importación de materiales a través de sus fuentes si no entraban en conflicto con las leyes nacionales e internacionales contra el lavado de dinero. El CBS afirmó que los importadores ya no necesitaban visitar el banco ni obtener aprobación para importar bienes y notificó que las exportaciones ya no requerían la obtención de una "promesa de exportación" previa. Esa semana se informó que la libra siria se había apreciado frente a las monedas extranjeras, llegando a 10.000 libras sirias por dólar estadounidense en algunas zonas debido al regreso de las personas desplazadas en las regiones del norte y la diáspora, lo que dio lugar a un aumento de las entradas de moneda extranjera. Esto provocó que los precios de los productos básicos, incluidos los alimentos, disminuyeran. El Banco Central de Siria elevó el tipo de cambio de compra a 15.000 libras sirias por dólar estadounidense, 15.760,50 libras por euro y 428,97 libras por lira turca. El 18 de diciembre, el CBS dijo que se reanudaron los servicios de cajeros automáticos y pagos electrónicos, y ordenó a los bancos que monitorearan las operaciones de retiro por lo que dijo eran medidas temporales.

### Reformas administrativas
El gobierno de transición comenzó a implementar reformas administrativas inmediatamente después de tomar el control de Damasco. Mohammad Yasser Ghazal, un tecnócrata del Gobierno de Salvación Sirio, fue designado para supervisar la reestructuración de la gobernación de Damasco, con planes de servir como presidente del consejo de la ciudad. La nueva administración comenzó a revisar las funciones departamentales y a abordar problemas de ineficiencia burocrática heredados del gobierno anterior.
Las reformas iniciales se centraron en racionalizar los servicios gubernamentales y abordar la corrupción. Las autoridades de transición encontraron numerosos departamentos y puestos ineficientes, incluidas divisiones administrativas redundantes. El nuevo gobierno hizo hincapié en la digitalización de los servicios, citando el ejemplo del procesamiento de documentos de identidad, que ya se había implementado en Idlib. También comenzaron a abordar los problemas de los empleos fantasma y la corrupción sistémica que se habían desarrollado bajo la administración anterior, donde los empleados del gobierno habían estado recibiendo aproximadamente $25 por mes en salario; que se aumentarán al salario mínimo del gobierno del GSS de $100.
La transición administrativa incluyó reuniones entre los jefes de departamento salientes y los nuevos funcionarios para comprender y reformar las estructuras burocráticas existentes. El primer ministro Mohammed al-Bashir convocó reuniones entre ministros del SSG y funcionarios del antiguo régimen para facilitar la transferencia de poder al nuevo gobierno interino. El gobierno de transición incluye a numerosos altos funcionarios de la gobernación de Idlib, lo que según Reuters generó preocupaciones sobre su inclusión entre fuentes de la oposición. Policías de Idlib fueron enviados a Damasco para dirigir el tráfico, mientras que el 13 de diciembre el Comando de Operaciones Militares del gobierno de transición declaró el toque de queda en la Gobernación de Homs.
A fines de enero de 2025, cinco ministros interinos entrevistados por Reuters presentaron planes para, entre varias otras medidas destinadas a "reducir el Estado", despedir a un tercio de todos los trabajadores del sector público, mientras que enviarían a otros a licencia mientras se "reevalúa" su situación laboral. A los demás empleados estatales, sin embargo, se les dijo que sus salarios aumentarían en un 400%.

### Cambios constitucionales y transición política
Un portavoz del gobierno de transición, hablando con la Agence France-Presse, dijo que durante el mandato de tres meses del gobierno, la Constitución y el Parlamento permanecerán suspendidos. Además, se crearía un "comité judicial y de derechos humanos" para revisar la constitución antes de hacer enmiendas. Al-Sharaa declaró a Al Jazeera Árabe que las opciones de gobierno serán discutidas entre un grupo de expertos; luego se celebrarán elecciones públicas para tomar la decisión final.
El 29 de diciembre, la televisión siria informó que se estaban realizando preparativos para una Conferencia Nacional de 1.200 representantes cuya fecha aún no se ha decidido. La televisión siria afirmó que durante la Conferencia Nacional se anunciaría el comité de redacción de la constitución y que durante la conferencia se disolvería la Asamblea Popular de Siria y todas las facciones armadas, incluida Hay'at Tahir al-Sham (HTS), lo que llevaría a la reestructuración de un nuevo ejército nacional. Más tarde ese mismo día, Ahmad al-Sharaa declaró que las elecciones podrían tardar hasta cuatro años en organizarse y que sería necesario realizar un censo de antemano.
El 29 de enero de 2025, al-Sharaa fue nombrado presidente de Siria para el período de transición y anunció la disolución del Partido Baaz Socialista Árabe – Región Siria, el partido gobernante anteriormente bajo Assad. También se han disuelto todos los miembros constituyentes del Frente Nacional Progresista, una coalición de 11 partidos políticos y varias otras organizaciones que apoyaron al gobierno anterior, y se ha prohibido cualquier intento de reformarlos. Además, el parlamento y la constitución sirios anteriores, que ya habían sido suspendidos, quedaron disueltos de forma permanente.

### Asuntos exteriores

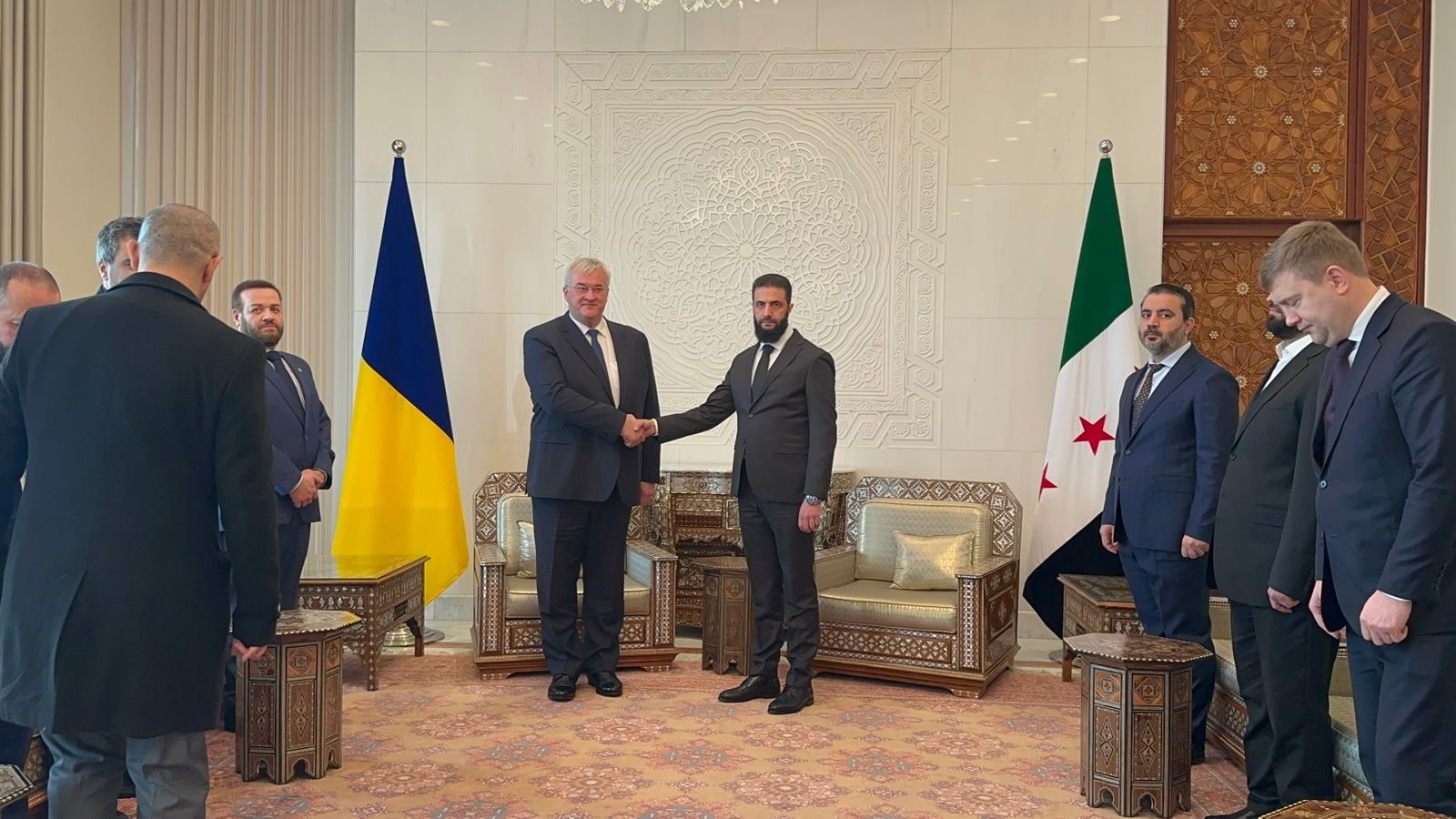
Ucrania anunció planes para restablecer las relaciones diplomáticas con Siria, que se rompieron en 2022 debido al reconocimiento por parte del régimen de al-Assad de los separatistas prorrusos. (En la imagen: reunión de Ahmed al-Sharaa con el ministro de Asuntos Exteriores de Ucrania, Andrii Sybiha, el 30 de diciembre de 2024.)

Tras la caída de Bashar al-Assad, los gobiernos de Egipto, Irak, Arabia Saudita, Emiratos Árabes Unidos, Jordania, Baréin, Omán, Turquía, Italia y Francia reanudaron sus misiones diplomáticas en Siria. El nuevo gobierno se reunió con diplomáticos de Francia, Alemania, el Reino Unido y la Unión Europea en los días inmediatamente posteriores a la caída del régimen de al-Assad. Se reunieron con diplomáticos de Estados Unidos el 20 de diciembre de 2024.
Además, Israel ha ocupado los Altos del Golán desde la Guerra de los Seis Días en 1967. Se han llevado a cabo diversos proyectos de asentamiento en la región y no está claro si el nuevo gobierno sirio tiene previsto adherirse pronto a los Acuerdos de Abraham.
Bielorrusia, Corea del Norte y el estado parcialmente reconocido de Abjasia evacuaron al personal de sus embajadas el 15 de diciembre de 2024. Se desconoce si el nuevo gobierno sirio planea restablecer las relaciones diplomáticas con Georgia, que se cortaron en 2018 bajo el régimen de Assad. Ucrania planea restablecer las relaciones con Siria bajo el nuevo régimen, que se cortaron en 2022 después de que el régimen anterior reconociera los cuasi-estados de la República Popular de Donetsk y la República Popular de Luhansk, que fueron anexados a Rusia más tarde ese año.
La primera visita oficial al exterior de una delegación del Gobierno interino fue a Arabia Saudita en los primeros días de 2025. La delegación provisional siria estuvo encabezada por los ministros de Asuntos Exteriores y de Defensa, así como por el jefe de la Dirección General de Inteligencia, Anas Khattab. La visita se produjo después de que Al-Sharaa declarara en una entrevista para el diario saudí Al Arabiya que Arabia Saudita tendrá un "papel importante en el futuro de Siria".

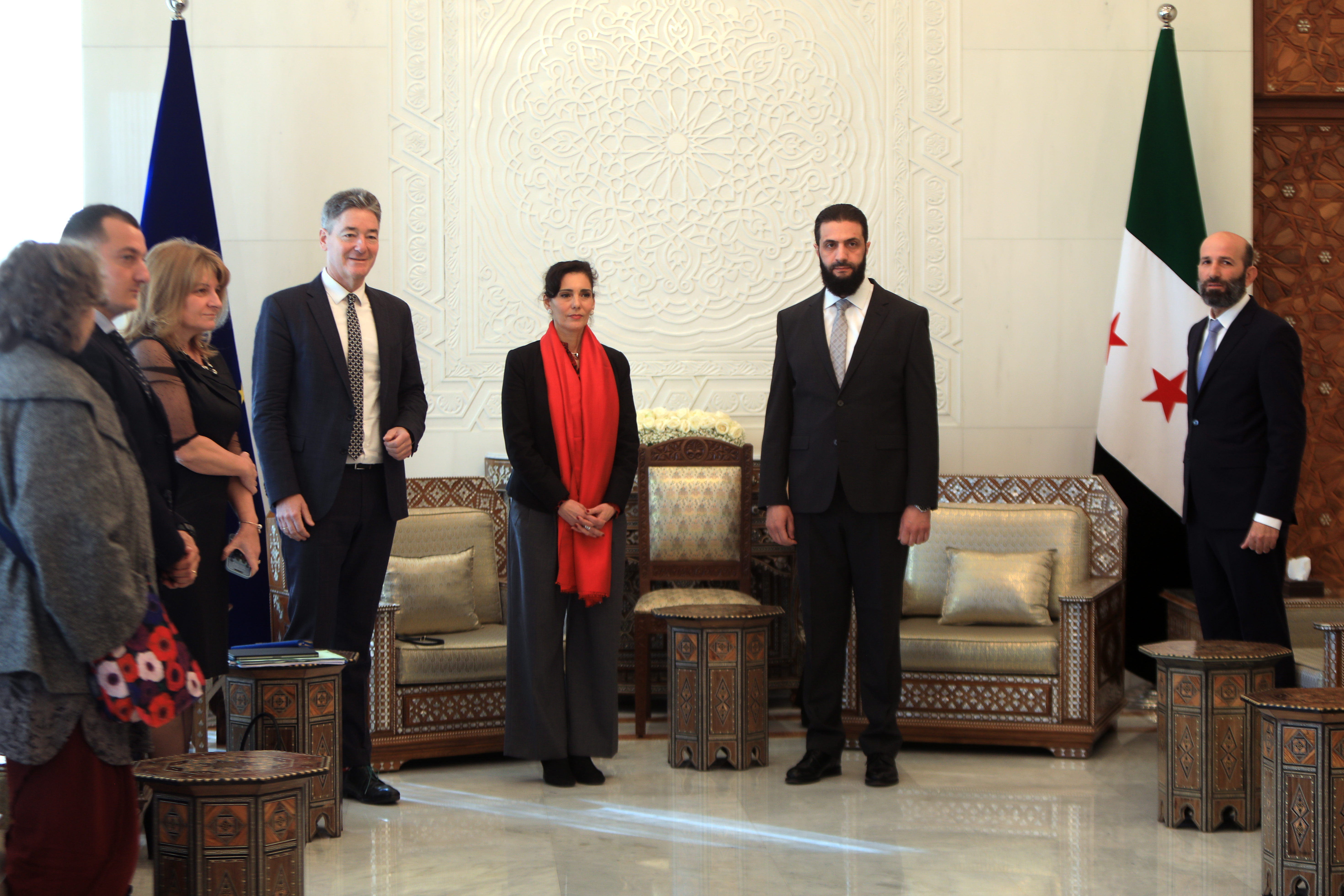
Ahmed al-Sharaa se reunió con la comisaria europea Hadja Lahbib en Siria el 17 de enero de 2025.

Los ministros de Asuntos Exteriores francés y alemán visitaron Siria a principios de enero de 2025, donde se reunieron con Al-Sharaa y expresaron su voluntad de "apoyar a Siria", pero también afirmaron que se negarían a convertirse en "un financiador de estructuras islamistas". También afirmaron que querían ver a los kurdos sirios, cuyas fuerzas actuaron como aliados de Francia durante la guerra, incluidos en el proceso político, y advirtieron al gobierno interino contra "actos de venganza contra grupos dentro de la población", retrasando innecesariamente las elecciones o los intentos de hacer cumplir la ley religiosa dentro del sistema judicial o educativo. Durante la visita, al-Sharaa estrechó la mano del francés Jean-Noël Barrot, pero evitó estrechar la mano de la ministra alemana de Asuntos Exteriores, Annalena Baerbock, y en su lugar le ofreció un pequeño gesto en el pecho. Esto provocó un pequeño escándalo, ya que los dos ministros estaban uno al lado del otro mientras lo hacía. Esto fue criticado por el ex director del Instituto Alemán de Asuntos Internacionales y de Seguridad, Volker Perthes, según quien el rechazo a estrechar la mano a las mujeres es poco común en la tradición siria y normalmente sólo lo ven figuras islamistas muy conservadoras, como las de Irán y Arabia Saudita.
El 2 de febrero de 2025, Ahmed al-Sharaa y el ministro de Asuntos Exteriores, Asaad al-Shaibani, visitaron Arabia Saudita y se reunieron con el príncipe saudí Mohammed bin Salman. Esta fue la primera visita al extranjero de Ahmed al-Sharaa desde la caída del régimen de Assad. Más tarde, el 4 de febrero de 2025, Ahmed al-Sharaa visitó la República de Turquía en su segunda visita al extranjero y se reunió con el presidente Erdogan.

### Defensa
El primer ministro Mohammed Al-Bashir ha dicho que el Ministerio de Defensa será reestructurado utilizando antiguas facciones rebeldes y oficiales que desertaron del ejército de Assad. Murhaf Abu Qasra (nombre de guerra: Abu Hassan al-Hamawi), comandante militar de Tahrir al-Sham, dijo a The Economist: "Todas las unidades militares pasarán naturalmente al Ministerio de Defensa, formando un ejército unificado encargado de proteger a la nación en nombre de todos los sirios". The Economist añadió que "insiste en que no habrá lugar en la nueva Siria para los yihadistas ansiosos por lanzar ataques". Abu Qasra, hablando con AFP, dijo que HTS sería "uno de los primeros en tomar la iniciativa" de disolver su brazo armado para crear un ejército nacional; el 21 de diciembre se informó que Abu Qasra fue nombrado ministro de Defensa de transición. Tres días después, el gobierno de transición anunció que una reunión entre los grupos de la oposición y Ahmed al-Sharaa "terminó en un acuerdo sobre la disolución de todos los grupos y su integración bajo la supervisión del Ministerio de Defensa". La composición exacta de los grupos que serán disueltos no está clara, ya que grupos como las Fuerzas Democráticas Sirias (FDS) no formaban parte del acuerdo. Anteriormente, a mediados de diciembre, el Instituto para el Estudio de la Guerra informó que la autoridad interina bajo el HTS se había unido a Turquía en el intento de obligar a las FDS a desarmarse y abandonar su autonomía.
El 29 de diciembre de 2024, Ahmed al-Sharaa anunció la promoción de 42 personas al rango de coronel, 5 al rango de general de brigada y 2 al rango de general de división en el ejército sirio al Ministro de Defensa Murhaf Abu Qasra y al Jefe del Estado Mayor de las Fuerzas Armadas y el Ejército sirios Ali Noureddine Al-Naasan, quienes fueron elevados al rango de general de división. Varios combatientes extranjeros fueron designados para desempeñar altos cargos militares. Según Reuters, los combatientes eran en general de tendencias yihadistas islamistas, incluido un miembro del Partido Islámico de Turkestán, un grupo catalogado por la ONU como organización terrorista. Reuters citó a una fuente de HTS, según la cual los ascensos eran una "pequeña muestra de reconocimiento por los sacrificios que los yihadistas islámicos dieron en nuestra lucha por la libertad".
En una entrevista con A Haber, Ahmed al-Sharaa declaró que las fuerzas kurdas son el único bando que no respondió al llamado de la nueva administración a desarmarse y restringir las armas a la autoridad, diciendo que el Partido de los Trabajadores del Kurdistán (PKK) y las Fuerzas Democráticas Sirias (FDS) aún no han aceptado el llamado a desarmarse, a pesar de que fueron invitados a unirse al nuevo Ministerio de Defensa. Ahmed al-Sharaa también añadió que la nueva administración no permitirá que el PKK realice ataques terroristas contra Turquía y que hará todo lo posible para garantizar la seguridad de las fronteras con Turquía. Al-Sharaa también agregó que las Unidades de Defensa del Pueblo (YPG) no respondieron a los llamados a desarmarse y también acusó al PKK de explotar el problema de las prisiones del Estado Islámico para su beneficio.
El 18 de febrero, las Fuerzas Democráticas Sirias acordaron integrar sus fuerzas en el nuevo Ejército sirio bajo el gobierno de transición.

### Medios de comunicación
El ministro de Información, Mohammad al-Omar, fue citado el primer día de 2025 por la Agence France-Presse diciendo: "Estamos trabajando para consolidar las libertades de prensa y de expresión que estaban severamente restringidas".

### Justicia
Inmediatamente después de la caída de Damasco, el líder del HTS, Ahmad al-Sharaa, prometió "perseguir y castigar" a los altos funcionarios del régimen anterior, a quienes considera implicados en "torturar al pueblo sirio". Se han prometido recompensas para quien pueda proporcionar información sobre "funcionarios que participaron en crímenes de guerra". Tras ser declarado presidente interino de Siria, al-Sharaa declaró que "perseguiría a los criminales que derramaron sangre siria y cometieron masacres y crímenes".
A mediados de enero de 2025, un video resurgió del ministro de Justicia del Gobierno interino, Shadi al-Waisi, desató un escándalo público en Siria. El video, grabado en 2015, parece mostrar a al-Waisi, entonces miembro del Frente Al-Nusra, organizando y participando en una ejecución pública en Idlib de dos mujeres acusadas de "corrupción y prostitución" según la ley Sharia. Un funcionario del Gobierno interino confirmó la identidad de al-Waisi en las imágenes, afirmando que “el contenido del vídeo es una aplicación de la ley durante un tiempo y lugar específicos, donde los procedimientos se llevaron a cabo de conformidad con las leyes vigentes en ese momento y dentro de un acuerdo procesal”, añadiendo que “refleja una fase que ha sido superada”. Varios grupos sirios han pedido que al-Waisi dimita y sea reemplazado como ministro a raíz del vídeo.

### Educación
El 1 de enero de 2025, el Ministerio de Educación anunció cambios en el currículo nacional a través de su página oficial de Facebook, incluida la eliminación de todas las referencias a la era de Assad de todas las asignaturas y la censura de otras asignaturas de carácter religioso. Según el nuevo plan de estudios, la evolución y la teoría del Big Bang serán eliminadas de las clases de ciencias.
También se han eliminado las menciones a los habitantes preislámicos de Siria, como los arameos y los cananeos, así como la historia de los antiguos dioses que adoraban (a través de la religión cananea y la antigua religión mesopotámica). Se han eliminado los textos relativos al papel de la mujer siria en la historia del país y la igualdad de género, mientras que se ha restado importancia al papel de la histórica reina Zenobia, declarándola "personaje ficticio".
El nuevo currículo incluye cambios en la forma en que se presenta el Islam, ya que según el nuevo ministro de Educación, Nazir al-Qadri, la revisión anterior presentaba los versículos coránicos de una manera "incorrecta". Entre otros cambios, la frase "Defender a la nación" será reemplazada por "Defender a Alá". "Camino al bien" ha sido cambiado a "Camino islámico", mientras que "aquellos que están condenados y se han extraviado" ha sido cambiado a "judíos y cristianos", un cambio descrito por CNN como parte de una interpretación ultraconservadora de un verso coránico.
Los cambios fueron minimizados por el ministro de Educación al-Qadri, quien había anunciado que las únicas instrucciones dadas fueron para cambios que incluían la eliminación de contenido "que glorificaba al difunto régimen de Assad" y el cambio de la bandera de la era Baazista por la bandera "revolucionaria". Los cambios provocaron reacciones encontradas, ya que indicaban un cambio hacia un sistema educativo de estilo islamista más conservador.

## Miembros
El primer ministro interino, Mohammad al-Bashir, dijo a Al Jazeera el 16 de diciembre de 2024 que "por el momento" los ministros del Gobierno de Salvación Sirio (SSG) encabezarían los ministerios nacionales.
| Cartera                                                    | Titular                          | Partido | Partido       | Desde                   | Hasta               | Ref             |
| ---------------------------------------------------------- | -------------------------------- | ------- | ------------- | ----------------------- | ------------------- | --------------- |
| Primer ministro de Siria                                   | Mohammed al-Bashir               |         | HTS           | 10 de diciembre de 2024 | 29 de marzo de 2025 | interino        |
| Ministro de Desarrollo Administrativo                      | Fadi al-Qassem                   |         | HTS           | 10 de diciembre de 2024 | Titular             |                 |
| Ministro de Agricultura y Reforma Agraria                  | Mohammad al-Ahmad                |         | HTS           | 10 de diciembre de 2024 | Titular             |                 |
| Ministro de Comunicaciones y Tecnologías de la Información | Hussein al-Masri                 |         | Independiente | Diciembre de 2024       | Titular             | [ 100 ]         |
| Ministro de Defensa                                        | Murhaf Abu Qasra                 |         | HTS           | 21 de diciembre de 2024 | Titular             |                 |
| Ministro de Economía y Comercio Exterior                   | Basel Abdul Aziz                 |         | HTS           | 10 de diciembre de 2024 | Titular             |                 |
| Ministro de Educación                                      | Nazir al-Qadri                   |         | HTS           | 10 de diciembre de 2024 | Titular             |                 |
| Ministro de Awqaf                                          | Hussam Haj Hussein               |         | HTS           | 10 de diciembre de 2024 | Titular             |                 |
| Ministro de Electricidad                                   | Omar Shaqrouq                    |         | HTS           | 10 de diciembre de 2024 | Titular             | [ 101 ]         |
| Ministro de Finanzas                                       | Mohammed Abazaid                 |         | Independiente | Diciembre de 2024       | Titular             | [ 102 ]         |
| Ministro de Asuntos Exteriores y Expatriados               | Asaad Hassan al-Shaybani         |         | HTS           | 21 de diciembre de 2024 | Titular             | [ 103 ]         |
| Director del Servicio General de Inteligencia              | Anas Khattab                     |         | HTS           | 26 de diciembre de 2024 | Titular             | [ 104 ] [ 105 ] |
| Director de la Dirección General de Aduanas                | Qutaiba Ahmed Badawi             |         | HTS           | Diciembre de 2024       | Titular             | [ 106 ]         |
| Ministro de Educación Superior e Investigación Científica  | Abdel Moneim Abdel Hafez         |         | HTS           | 10 de diciembre de 2024 | Titular             |                 |
| Ministro de Información                                    | Mohammad al-Omar                 |         | HTS           | 10 de diciembre de 2024 | Titular             |                 |
| Ministro de Salud                                          | Maher al-Sharaa (Interino)       |         | HTS           | 16 de diciembre de 2024 | Titular             |                 |
| Ministro del Interior                                      | Ali Keda                         |         | HTS           | 19 de enero de 2025     | Titular             | [ 107 ]         |
| Ministro de Comercio Interior y Protección del Consumidor  | Maher Khalil al-Hasan (Interino) |         | Independiente | 10 de diciembre de 2024 | Titular             | [ 108 ]         |
| Ministro de Justicia                                       | Shadi al-Waisi                   |         | HTS           | 10 de diciembre de 2024 | Titular             |                 |
| Ministro de Administración Local y Medio Ambiente          | Mohamed                          |         | HTS           | 10 de diciembre de 2024 | Titular             |                 |
| Ministerio de Recursos Petrolíferos y Minerales            | Ghiyath Diab                     |         | Independiente | Diciembre de 2024       | Titular             | [ 109 ]         |
| Ministro de Transporte                                     | Bahaa Aldeen Shurm               |         | Independiente | Diciembre de 2024       | Titular             | [ 110 ]         |
| Ministro de Recursos Hídricos                              | Osama Abu Zaid                   |         | Independiente | Diciembre de 2024       | Titular             | [ 111 ]         |
| Jefa de Asuntos de la Mujer                                | Aisha al-Dibs                    |         | Independiente | 22 de diciembre de 2024 | Titular             |                 |

## Cooperación con otras autoridades sirias
A partir del 11 de diciembre de 2024, los dirigentes de las Fuerzas Democráticas Sirias, las fuerzas militares de la Administración Autónoma del Norte y Este de Siria, se estaban preparando para "negociaciones que crearían un gobierno sirio de base más amplia que no esté bajo el control de al-Golani". Los dirigentes de la Sala de Operaciones del Sur se reunieron con al-Golani el 11 de diciembre y expresaron interés en la "coordinación", un "esfuerzo unificado" y la "cooperación", sin afirmar que apoyarían al gobierno de transición del HTS.
El 18 de diciembre, la Coalición Nacional de Fuerzas Revolucionarias y de Oposición Sirias (SNC), que dirige el Gobierno interino sirio en las zonas ocupadas por Turquía, expresó su apoyo al gobierno de al-Bashir. El CNS pidió una conferencia nacional y la formación de un gobierno que “incluya a todos los grupos” y “represente a todos los componentes sirios”.
El 29 de diciembre de 2024, Ahmed al-Sharaa declaró en una entrevista televisada que las fuerzas de las FDS se integrarían en el Ministerio de Defensa de Siria y que las negociaciones estaban en marcha. Las FDS dijeron que están listas para cooperar con Sharaa para ser el "núcleo del ejército sirio".
El 18 de enero de 2025, Akram Mahshoush, jefe del Consejo de Ancianos de al-Hasakah, declaró que se estaba formando una delegación civil para "visitar Damasco y discutir el estado de las instituciones civiles y de servicio". 
El 30 de enero de 2025, el jefe del Gobierno provisional sirio (GIE) en el norte de Siria felicitó a Ahmed Al-Sharaa como presidente y también se anunció que el GIE estaría a disposición del gobierno de transición. El gobierno de transición comenzó a desplegar sus fuerzas en las zonas bajo control del SIG en febrero, mientras el Ejército Nacional Sirio comenzaba a integrarse en el recién formado Ejército Sirio. Las fuerzas gubernamentales comenzaron a desmantelar cuarteles y otras infraestructuras militares en la zona.
El 12 de febrero de 2025, al-Shaara se reunió con representantes de la Coalición Nacional Siria y de la Comisión de Negociación Siria, incluidos sus respectivos presidentes Hadi al-Bahra y Bader Jamous. Se anunció que ambas organizaciones se disolverían dentro de las nuevas autoridades.
El 12 de febrero, el ministro de Asuntos Exteriores, Asaad al-Shaibani, anunció que el 1 de marzo se formaría un nuevo gobierno que "representará al pueblo sirio tanto como sea posible y tendrá en cuenta su diversidad".
El 17 de febrero de 2025, el líder de las Fuerzas Democráticas Sirias, Abu Omar al-Idlibi, anunció que una reunión celebrada entre las SDF, el Consejo Democrático Sirio (MSD) y la Administración Autónoma del Norte y el Este de Siria (AANES) dio como resultado la decisión de integrar las instituciones de seguridad pertenecientes a las SDF y la Administración Autónoma en la estructura del ejército sirio recién formado.